# Суперкубок Чернігівської області з футболу
Суперкубок Чернігівської області з футболу — одноматчеве футбольне змагання серед аматорських команд. Проводиться щорічно під егідою Чернігівської обласної асоціації футболу. Суперкубок Чернігівської області розігрується між чемпіоном та володарем кубка Чернігівської області попереднього сезону. В разі, якщо кубок і чемпіонат виграла одна команда, в матчі за суперкубок чемпіон грає з фіналістом кубку або зі срібним призером чемпіонату.

## Результати
| Сезон | Дата й місце проведення                          | Переможець                    | Рахунок        | Фіналіст                          | Джерела       |
| ----- | ------------------------------------------------ | ----------------------------- | -------------- | --------------------------------- | ------------- |
| 2007  | 2007                                             | «Єдність-2» (с. Плиски)       |                |                                   | [ 1 ]         |
| 2008  | 11 квітня 2009, м. Ніжин, стадіон «Спартак»      | «Єдність-2» (с. Плиски)       | 3:2            | «Полісся» (смт Добрянка)          | [ 2 ]         |
|       | 2010                                             | «Полісся» (смт Добрянка)      |                | «Єдність-2» (с. Плиски)           |               |
| 2011  | весна 2012                                       | «Авангард» (м. Корюківка)     | 4:3            | «Єдність-2» (с. Плиски)           | [ 3 ]         |
| 2012  | 14 серпня 2013, м. Чернігів, СК «Хімік»          | ЮСБ (м. Чернігів)             | 1:0            | «Авангард» (м. Корюківка)         | [ 4 ]         |
| 2014  | 4 жовтня 2014                                    | «Єдність» (с. Плиски)         | 8:1            | «Зернопром» (с. Анисів)           |               |
| 2016  | 5 листопада 2016                                 | «Агродім» (м. Бахмач)         | 1:0            | «Фрунзівець» (м. Ніжин)           |               |
| 2017  | 18 листопада 2017, м. Чернігів, «Чернігів-Арена» | «Зернопром» (смт Куликівка)   | 4:2            | «Агродім» (м. Бахмач)             | [ 6 ]         |
| 2018  | 6 жовтня 2018, м. Чернігів, «Чернігів-Арена»     | «Фортуна» (с. Комарівка)      | 5:1            | «Олімп» (м. Чернігів)             | [ 7 ] [ 8 ]   |
| 2019  | 24 вересня 2019, м. Чернігів, «Чернігів-Арена»   | ФК «Чернігів» (м. Чернігів)   | 4:1            | «Юність-Ніка» (м. Чернігів)       | [ 9 ]         |
| 2020  | 8 травня 2021, м. Чернігів, стадіон «Юність»     | ФК «Мена» (м. Мена)           | 2:2 (3:2 пен.) | «Агродім» (м. Бахмач)             | [ 10 ]        |
| 2021  | 27 листопада 2021, м. Чернігів, стадіон «Юність» | ФК «Кудрівка-2» (с. Кудрівка) | 2:1            | «Прогрес» (с. Остапівка)          | [ 11 ]        |
| 2022  | 22 березня 2023, м. Чернігів, стадіон «Юність»   | ФК «Кудрівка» (с. Кудрівка)   | 6:2            | «Хвиля» (с. Киїнка)               | [ 12 ]        |
| 2023  | 2 вересня 2023, м. Ніжин, стадіон «Спартак»      | ФК «Борзна» (м. Борзна)       | 1:0            | «Динамо-Кремінь» (смт Парафіївка) | [ 13 ] [ 14 ] |